# Woodstock (Connecticut)
Woodstock è un comune di 8.047 abitanti degli Stati Uniti d'America, situato nella Contea di Windham nello Stato del Connecticut.
Qui nacque il linguista, glotteta ed antropologo Kenneth Pike.